# Gerwani
Le Gerwani (Gerakan Wanita Indonesia, « Mouvement des femmes indonésiennes ») était l'organisation de femmes du  Parti communiste indonésien (PKI) dans les années 1950 et 1960. Fondée en 1950, elle comptait plus de 650 000 membres en 1957.
L'organisation militait dans des domaines comme les lois sur le mariage et le droit du travail.
À la suite du mouvement du 30 septembre 1965 en Indonésie, le Gerwani est interdit. Nombre de ses membres sont violées et tuées.
Sous le régime de Soeharto, le Gerwani était habituellement cité comme un exemple de l'« immoralité » caractérisant la période de Soekarno, le premier président de l'Indonésie.